# Sinocyclocheilus microphthalmus
Sinocyclocheilus microphthalmus là một loài cá vây tia thuộc họ Cyprinidae.
Loài này chỉ có ở Trung Quốc.